# Kanton Tiercé
Kanton Tiercé (fr. Canton de Tiercé) je francouzský kanton v departementu Maine-et-Loire v regionu Pays de la Loire. Tvoří ho osm obcí.

## Obce kantonu
- Briollay
- Cheffes
- Écuillé
- Feneu
- Montreuil-sur-Loir
- Soucelles
- Soulaire-et-Bourg
- Tiercé